# Nothobranchius furzeri
Nothobranchius furzeri е вид лъчеперка от семейство Nothobranchiidae.

## Разпространение
Видът е разпространен в Зимбабве и Мозамбик.